# Баґдонішке (Расейняйський район)
Баґдонішке (Bagdoniškė) — село у Литві, Расейняйський район, Расейняйське староство. 2001 року в селі проживало 9 людей.

## Принагідно
- Мапа із зазначенням місцезнаходження

| Литва | Це незавершена стаття з географії Литви. Ви можете допомогти проєкту, виправивши або дописавши її. |